# Chiesa di Santa Maria Assunta (Camerata Cornello)
La chiesa di Santa Maria Assunta è il principale luogo di culto cattolico di Camerata Cornello in alta Val Brembana, in provincia e diocesi di Bergamo. La chiesa era stata elevata a parrocchia già dal 1548.

## Storia
Un edificio di culto di piccole dimensioni a Camerata Cornello è documentato già dal 1344 e il 1370. Il territorio era un importante posto di passaggio grazie alla Via Mercatorum, ma con la costruzione della via Priula il paese perse la sua importanza. Fu il vescovo Polidoro Foscari a intitolare la chiesa a Santa Maria della Grazie il 13 aprile 1447. La chiesa fu ricostruita nel 1693 forse per necessità conseguente all'incremento del numero della popolazione o forse perché si trovava in un grave stato di degrado da tempo. L'edificio fu terminato nel 1734 e consacrato dal vescovo di Bergamo Antonio Redetti il 12 giugno 1737 che confermò il titolo ormai acquisito da tempo di Santa Maria Assunta in cielo.
Nel XX secolo, con termine lavoro nel 1910 la chiesa fu nuovamente restaurata con lavori di ampliamento con l'aggiunta di una campata. Nel 1954, il 30 ottobre, fu posizionato il nuovo concerto di campane, precedentemente sequestrate durante il secondo conflitto mondiale e restituite dallo Stato, con la benedizione del vescovo Giuseppe Piazzi. Fu poi collocato il nuovo altare maggiore realizzato su disegno di Luigi Angelini nel 1962 e il 24 maggio 1964 consacrato dall'arcivescovo Clemente Gaddi che pose nel nuovo ostensorio della mensa, le reliquie dei santi Giacomo maggiore, Rocco e Alessandro di Bergamo.

## Descrizione

### Esterno
La chiesa è posta nella parte centrale della località, nella zona più elevata del centro. Un piccolo sagrato asfaltato precede la facciata che si presenta in stile neoclassico intonacata e a tinte pastello, conseguenza del restauro del XXI secolo. Questa è divisa su due ordini da una semplice cornice marcapiano. L'ordine inferiore, che ha un'alta zoccolatura, è divisa da quattro lesene culminanti con capitello dorico in pietra. Il portale con paraste e architrave in pietra termina con il timpano ad arco. L'ordine superiore riprende quello inferiore con il prosieguo delle lesene e presenta una grande apertura centrale corrispondente all'ingresso sottostante, atta a illuminare l'aula.

### Interno
L'interno a unica navata è completo di sei cappelle laterali. Nella prima cappella vi è il battistero dalla tipica forma ottagonale in pietra lavorata e con copertura di legno liscio.
La zona presbiteriale a forma rettangolare è sopraelevata da tre gradini e termina con l'abside semicircolare.
Fra le opere presenti nella chiesa vi è la reliquia della Santa Croce conservata in un reliquario del XVI secolo dove è visibile lo stemma della famiglia Tasso. Di Carlo Ceresa si conservano due tele: Angelo Custode raffigurato con la tunica svolazzante dalle varie sfumature del celeste, le ali aperte. Sul dipinto è presente la scritta che testimonia la commissione dell'opera dalla mamme della comunità cittadina. Accanto a lui vi è un bambino avvolto in un manto bianco, con le mani giunte. La scena si presenta molto plastica; e il dipinto Sant'Antonio di Padova che raffigura il santo con il Bambino tra le braccia, ai suoi piedi le Sacre scritture a ricordo delle sue capacità oratorie che lo portarono a insegnare teologia in varie città europee. Sulla parte inferiore è dipinto un giovane angelo che porge il giglio segno di purezza.
L'altare intitolato alla Madonna del Rosario conserva una pala di Francesco Zucco eseguita nel 1610 raffigurante Madonna con san Domenico e santa Caterina d'Alessandria.